# Stagione sociale

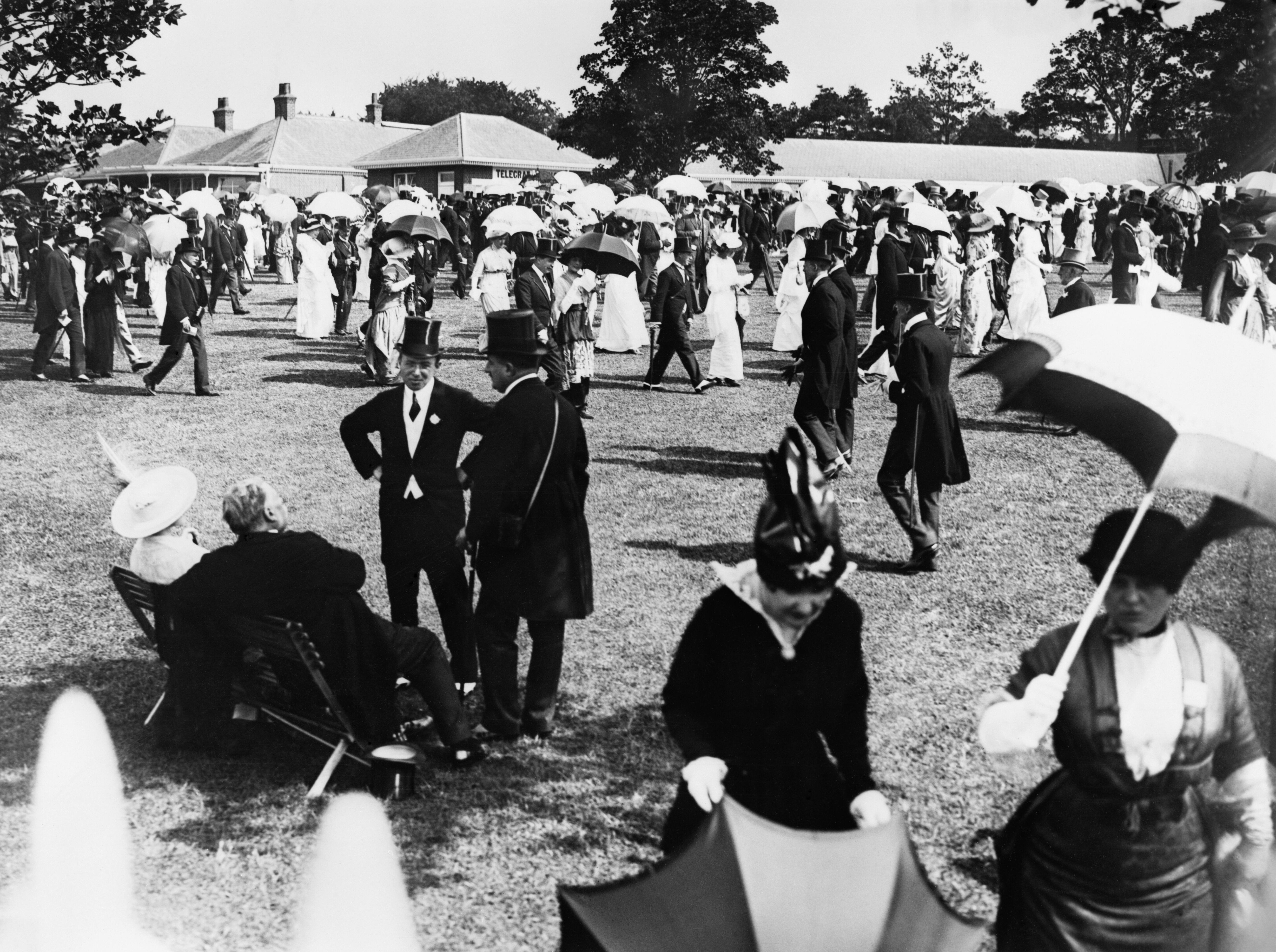
Ippodromo di Ascot, prima del 1914

La stagione sociale ("social season" in lingua inglese) era nei secoli XVII e XVIII un periodo dell'anno in cui l'élite sociale dell'Inghilterra organizzava il ballo delle debuttanti ed eventi di beneficenza, principalmente a Londra.

## Storia
Intorno al 1800 l'élite inglese era composta di personalità dell'aristocrazia e della nobiltà che erano solite trascorrere gran parte dell'anno nella capitale, pur possedendo un'abitazione rurale. La stagione, che occupava il periodo compreso tra il Natale e l'inizio dell'estate (in coincidenza con la seduta parlamentare), vedeva la partecipazione dei membri del Palazzo di Westminster: era inoltre l'occasione per l'ingresso formale nella società di gentry in età matrimoniale, presentate dal monarca e dalla corte regia.
L'usanza della presentazione delle debuttanti al monarca cadde in disuso dopo la prima guerra mondiale e nel 1958 fu ufficialmente abolita da Elisabetta II.

## Eventi organizzati
Secondo la guida "Debrett's" la stagione sociale andava da aprile ad agosto, quando avvenivano l'apertura della stagione di caccia e il ritiro dei nobili in campagna.
Tra gli eventi organizzati, si ricordano:
- Arte: Glyndebourne Festival Opera, The Proms, Teatro del West End, mostra estiva della Royal Academy.
- Corona: Trooping the Colour, Ordine della Giarrettiera.
- Ippica: Royal Ascot, Cheltenham Gold Cup, Badminton Horse Trials, Grand National, Royal Windsor Horse Show, Epsom Derby, Glorious Goodwood.
- Orticoltura: Chelsea Flower Show
- Sport: Regata Oxford-Cambridge, Henley Royal Regatta, Torneo di Wimbledon, polo, Settimana di Cowes, partita amichevole dei lord.